# Tóth Elemér (költő)
Tóth Elemér (Hanva, 1940. január 14. – Pozsony, 2018. február 15.) felvidéki magyar költő, író, műfordító, szerkesztő.

## Életpályája
Szülőfaluja mellett Rimaszécsen és Tornalján járt iskolába. Tornalján érettségizett 1958-ban, majd a pozsonyi Pedagógiai Főiskola magyar–testnevelés szakán tanult, de tanulmányait nem fejezte be. Első verse 1959-ben jelent meg. 1961-től a Szabad Földműves, majd az Új Ifjúság, azután pedig a Tábortűz szerkesztője, főszerkesztője volt. Műfordítóként főleg kortárs szlovák írók műveit fordította magyarra.

## Kötetei
- A halak mélyben úsznak (versek, 1965)
- Ketten (versek, 1966)
- Kérgek (versek, 1969)
- Csillagrózsa. Gyermekversek; Madách–Móra, Bratislava–Bp., 1973
- Sárga, mint a Nap (elbeszélések, 1975)
- Csillagménes (gyermekversek, 1976)
- Tegnapelőtt, kiskedden (gyermekversek, 1982)
- Szivárvány (gyermekversek, 1996)
- Mese az aranykalapácsról. Mesék kicsiknek; Madách-Posonium, Pozsony, 2003
- Hol laknak a sünik? Versek, mesék, történetek kicsiknek és nagyoknak; Lilium Aurum, Dunaszerdahely, 2005
- Tölgyek (versek, 2007)
- Magányom erdejében. Új versek; Lilium Aurum, Dunaszerdahely, 2010
- Keserű leltár. Válogatott és új versek; Madách-Posonium, Pozsony, 2010 (Magyar Antaeus könyvek)
- A bátor nyúl. Verses mesék kicsiknek és nagyoknak; Lilium Aurum, Dunaszerdahely, 2010
- Dúdoló. Gyermekversek, jelenetek – kicsiknek és nagyoknak; Vámbéry Polgári Társulás, Dunaszerdahely, 2015
- Gyermekkorom emlékcserepei és más történetek, versek, mesék; Art Danubius, Nagymácséd, 2016

## Díjai
- Madách Imre-díj (1981)
- Posonium Irodalmi Díj – Szülőföld Díj (2008)

## Emlékezete
Még életében szobrot kapott szülőfaluja szoborparkjában.